# Satisfaction (US-amerikanische Fernsehserie)
Satisfaction (englisch für ‚Befriedigung‘) ist eine US-amerikanische Dramaserie, die am 17. Juli 2014 auf USA Network Premiere hatte. Die deutschsprachige Erstausstrahlung der ersten Staffel lief ab 23. Juli 2016 im WDR in Doppelfolgen.

## Handlung
Das Ehepaar Neil und Grace Truman hat alles, wovon ein Ehepaar in den USA träumt: laut Neil „eine wundervolle Familie, eine hübsche Frau und einen 80-Zoll-Fernseher“. Dennoch macht sich nach Jahren der Ehe eine Unzufriedenheit zwischen ihnen breit. Neil findet heraus, dass sich seine Frau mit einem männlichen Escort trifft. Nachdem er in den Besitz des Telefons des Escorts gekommen ist, offenbart sich Neil nicht nur ein neuer Blick auf das Leben seiner Frau, sondern auf Frauen im Allgemeinen. Fortlaufend versuchen Neil und Grace herauszufinden, ob sie die Ehe fortführen können und wollen oder nicht.

## Entstehung
Die zehnteilige erste Staffel wurde von Universal Cable Productions in Atlanta gedreht. Am 2. Oktober 2014 wurde die Serie um eine zehnteilige zweite Staffel verlängert. Am 26. Februar 2016 wurde bekannt gegeben, dass die Serie im Anschluss eingestellt wird. Die deutsche Synchronisation entstand nach einem Synchronbuch von Richard Westerhaus und unter der Dialogregie von Richard Westerhaus und Birte Baumgardt durch die Synchronfirma G&G Tonstudios in Kaarst und OddOne Audio in Berlin.
| Hauptfigur   | Darsteller        | Deutscher Sprecher      |
| ------------ | ----------------- | ----------------------- |
| Neil Truman  | Matt Passmore     | Jochen Langner          |
| Grace Truman | Stephanie Szostak | Kordula Leiße           |
| Simon        | Blair Redford     | Louis Friedemann Thiele |
| Adriana      | Katherine LaNasa  | Christin Marquitan      |
| Anika Truman | Michelle DeShon   | Katrin Heß              |
| Stephanie    | Deanna Russo      | Demet Fey               |

| Nebenfigur       | Darsteller       | Deutscher Sprecher   |
| ---------------- | ---------------- | -------------------- |
| Rosalie          | Brittany S. Hall | Maja Maneiro         |
| Victor O’Connell | Spencer Garrett  | Rolf Berg            |
| Zen-Meister      | Tzi Ma           | Olaf Reitz           |
| Mateo            | Leon Thomas III  | David M. Schulze     |
| Lawrence         | Chris Williams   | Tobias Brecklinghaus |
| Dylan            | Michael Vartan   | Heiko Obermöller     |
| Charles Lipton   | Tom Nowicki      | Thomas Balou Martin  |
| Caleb            | Eric Mendenhall  | Michael-Che Koch     |

## Episodenliste
| Nr. (ges.) | Nr. (St.) | Deutscher Titel | Originaltitel                 | Erstausstrahlung USA | Deutschsprachige Erstausstrahlung (D) | Regie              | Drehbuch                                  | Zuschauer (USA) |
| --- | --------- | --------------- | ----------------------------- | -------------------- | ------------------------------------- | ------------------ | ----------------------------------------- | --------------- |
| 1 | 1         | Pilotfolge      | Pilot                         | 17. Juli 2014        | 23. Juli 2016                         | Kevin Bray         | Sean Jablonski                            | 1,71 Mio.       |
| Neil Truman lebt den „Amerikanischen Traum“. Alles scheint perfekt, doch er fühlt sich ausgelaugt. Als er nach stundenlanger Wartezeit in einem parkenden Flugzeug die Notrutsche öffnet hat er genug von seinem Job und kündigt. Er fährt zu einem Haus, das seine Frau Grace, die Maklerin ist, Kunden zeigt. Dort angekommen sieht er Grace, die Sex mit Simon, einem Escort, hat. Kurz darauf kommt es zu einer Rangelei zwischen Neil und Simon, bei der Neil in einer Pfütze landet. Simon gibt ihm seine Jacke, damit dieser sich abtrocknen kann und Neil behält diese. Später findet Neil Simons Mobiltelefon in dessen Jacke und wird von Simons Kundinnen angerufen. Neil geht zu den Treffen und nachdem er sich von dem Schock von Graces Ehebruch erholt hat, erfährt er, dass sich seine vernachlässigte Frau mehr Zuneigung und Aufmerksamkeit wünschte. Als die Familie wieder zusammenfindet, klingelt Simons Telefon, das Neil immer noch hat: Es ist Grace.                                           |           |                 |                               |                      |                                       |                    |                                           |                 |
| 2 | 2         | —               | …Through Admission            | 24. Juli 2014        | 30. Juli 2016                         | Michael Smith      | Sean Jablonski                            | 1,59 Mio.       |
| Neil trifft den Zen-Meister, von dem er sich Hilfe erhofft. Dieser nimmt Simons Telefon und schickt Grace eine Textnachricht. Inzwischen spürt Simon finanzielle Einbußen, ausgelöst durch den Verlust seines Telefons, auf dem die Kontakte seiner Kundinnen sind. Als Neil den neuen Kunden Charles betreuen soll, bezieht sich dieser auf Neils Frau Adriana, die eine der Frauen ist, die Neil alias Simon traf. Simon stiehlt Neils Auto und droht ihm, seine Escort-Erlebnisse zu veröffentlichen, wenn er nicht sein Telefon zurückbekomme. Bei einem Gespräch mit Charles ist Adriana anwesend. Neil klärt die Situation mit Offenheit und gewinnt das Vertrauen von Charles. Als Grace Simon trifft, will sie den ausstehenden Betrag begleichen. Dieser versucht, sie zu mehr zu überreden, doch Grace geht. Als Anika mit Freunden einkaufen geht, sieht sie Simon mit dem Auto ihres Vaters. |           |                 |                               |                      |                                       |                    |                                           |                 |
| 3 | 3         | —               | …Through Competition          | 31. Juli 2014        | 30. Juli 2016                         | J. Miller Tobin    | Jessica Queller                           | 1,47 Mio.       |
| Neil konfrontiert Simon, seine Tochter zu treffen. Dieser droht ihm, in sein Leben einzugreifen, wenn er nicht das Finanzamt von ihm zurückziehe. Da bietet Neil Simon Frieden an, wenn dieser ihm aus Graces Gefühlswelt erzählt. Inzwischen trifft Neil Charles’ Frau, die von ihm Verschwiegenheit verlangt. Doch Neil will ehrlich sein, zu Charles und zu sich selbst. Da erhält Neil von Adriana eine Einladung zu einer Maskenparty. Grace stößt auf Widerstände bei ihrem Job. Bei einer Aussprache mit ihrer Kollegin trifft sie Simon. Anika fällt es schwer, mit ihrer Popularität umzugehen. Graces Schwester hilft Anika, zu mehr Selbstvertrauen zu finden. |           |                 |                               |                      |                                       |                    |                                           |                 |
| 4 | 4         | —               | …Through Self-Discovery       | 7. Aug. 2014         | 6. Aug. 2016                          | Jennifer Getzinger | Tracy McMillan                            | 1,40 Mio.       |
| Neil wird vom FBI wegen seines Benehmens im Flugzeug angeklagt. Auf Raten seines Anwalts soll er sich mit seiner Familie mehr in der Öffentlichkeit zeigen und sein wahres Ich zeigen. Anika hat mit Stephanies Auto einen Unfall. Stephanie gibt sich im Krankenhaus als Anikas Mutter aus. Grace kauft sich neue Kleider für ihr neues „Ich“. Neil will sich bei der Stewardess entschuldigen, doch diese will ihn verklagen. Adriana lässt Neil erneut eine Einladung zukommen. Als Neil zu der Verabredung erscheint, stellt er fest, dass er die „Überraschungs-Verabredung“ ist. Grace erfährt von Anikas Unfall und stellt ihre Schwester zu Rede. Sie stellt fest, dass sie nicht für ihre Tochter da war, als sie gebraucht wurde. Neil trifft seinen Zen-Meister und bittet mal wieder um Rat. Als Neil zur Anhörung vor Gericht erscheint, hält er eine Rede gegen sein Gewissen, doch schützt er damit seine Familie. Grace entschuldigt sich bei ihrer Tochter. Kurz darauf erscheint sie in Simons Wohnung. |           |                 |                               |                      |                                       |                    |                                           |                 |
| 5 | 5         | —               | …Through Partnership          | 14. Aug. 2014        | 6. Aug. 2016                          | Michael Listo      | Marjorie David                            | 1,41 Mio.       |
| Grace wird mit ihrer Arbeit immer erfolgreicher. Währenddessen brechen Hacker in Neils Firma ein. Bei einer Überprüfung von Neils Computer kommt ein Strafzettel mit Simons Adresse zum Vorschein. Neil erzählt dem Zen-Meister von Graces Seitensprung, der ihn auf seinen eigenen am gleichen Tag hinweist. Neil und Grace nehmen Tanzunterricht, um sich wieder näher zu kommen. Anika ist auf ihrem Weg zu ihren ersten bezahlten Gig. Neil will eine App erschaffen, die Menschen ihr Glück finden lässt. Adriana will Grace mit der Dekoration ihres Hauses beauftragen. |           |                 |                               |                      |                                       |                    |                                           |                 |
| 6 | 6         | —               | …Through Exposure             | 21. Aug. 2014        | 13. Aug. 2016                         | Stephen Gyllenhaal | Peter MacManus                            | 1,34 Mio.       |
| Grace wird von Adriana beauftragt, ihr Haus neueinzurichten, unter der Bedingung, niemandem von dem Auftrag zu erzählen. Gleichzeitig erhält Neil von Adriana den Auftrag, eine Frau zu treffen, deren querschnittsgelähmter Mann das Treffen organisiert. Anika wird von ihrem neuen Freund motiviert, einen Song zu texten, in dessen Verlauf sie sich näherkommen. Grace und ihre Schwester Stephanie wollen beide an einem Fotoshooting teilnehmen. Als sie zum Termin kommen, stellen sie fest, dass alle Models nackt posieren. Adriana stattet Grace in deren Haus einen Besuch ab, während Neil sein Date trifft, doch die Verabredung endet in einem Missverständnis. Daraufhin stellt er Adriana zu einem Gespräch. |           |                 |                               |                      |                                       |                    |                                           |                 |
| 7 | 7         | —               | …Through Terms and Conditions | 28. Aug. 2014        | 13. Aug. 2016                         | Kevin Bray         | Shukree Tilghman                          | 1,25 Mio.       |
| Grace konfrontiert Neil damit, nie Zeit zum Reden zu haben. Adriana stattet Simon einen unerwarteten Besuch ab, der in eine „Heirat“ ausartet. Stephanie und ihr neuer Fotografenfreund machen Haussitting, während Grace, Neil und Anika sich auf Anikas Collegebesuch vorzubereiten. In letzter Minute kommt Neil etwas Geschäftliches dazwischen. Zu Hause findet Neil ein Bild von Graces Fotoshooting, auf dem sie nackt zu sehen ist. Simon wird mit seiner „Braut“ konfrontiert, die im Gefängnis sitzt. Währenddessen trifft der eifersüchtige Neil seine Frau in einer Bar. |           |                 |                               |                      |                                       |                    |                                           |                 |
| 8 | 8         | —               | …Through Security             | 4. Sep. 2014         | 20. Aug. 2016                         | Jann Turner        | Jessica Queller & Shukree Hassan Tilghman | 1,11 Mio.       |
| 9 | 9         | —               | …Through Revelation           | 11. Sep. 2014        | 20. Aug. 2016                         | John Scott         | Sean Jablonski                            | 1,50 Mio.       |
| 10 | 10        | —               | …Through Resolution           | 18. Sep. 2014        | 27. Aug. 2016                         | Michael Smith      | Sean Jablonski & Peter MacManus           | 1,34 Mio.       |

### Staffel 2
| Nr. (ges.) | Nr. (St.) | Deutscher Titel | Originaltitel             | Erstausstrahlung USA | Deutschsprachige Erstausstrahlung (D) | Regie              | Drehbuch                             | Zuschauer (USA) |
| ---------- | --------- | --------------- | ------------------------- | -------------------- | ------------------------------------- | ------------------ | ------------------------------------ | --------------- |
| 11         | 1         | —               | ...Through Release        | 16. Okt. 2015        | —                                     | Mike Listo         | Sean Jablonski                       | 0,82 Mio.       |
| 12         | 2         | —               | ...Through Risk           | 23. Okt. 2015        | —                                     | Stephen Gyllenhaal | Peter Macmanus                       | 0,72 Mio.       |
| 13         | 3         | —               | ...Through Expansion      | 30. Okt. 2015        | —                                     | Mike Listo         | Tracy McMillan                       | 0,54 Mio.       |
| 14         | 4         | —               | ...Through Bondage        | 6. Nov. 2015         | —                                     | Stephen Gyllenhaal | Adria Lang                           | 0,69 Mio.       |
| 15         | 5         | —               | ...Through Struggle       | 13. Nov. 2015        | —                                     | Rob Hardy          | Rob Fresco                           | 0,66 Mio.       |
| 16         | 6         | —               | ...Through Negotiation    | 20. Nov. 2015        | —                                     | Cherie Nowlan      | Shukree Hassan Tilghman              | 0,60 Mio.       |
| 17         | 7         | —               | ...Through Travel         | 27. Nov. 2015        | —                                     | Silver Tree        | Tracy McMillan & Peter Macmanus      | 0,49 Mio.       |
| 18         | 8         | —               | ...Through Psychedelics   | 4. Dez. 2015         | —                                     | Mike Listo         | Sean Jablonski & Rob Fresco          | 0,61 Mio.       |
| 19         | 9         | —               | ...Through Family         | 11. Dez. 2015        | —                                     | Felix Alcala       | Adria Lang & Shukree Hassan Tilghman | 0,64 Mio.       |
| 20         | 10        | —               | ...Through New Beginnings | 12. Dez. 2015        | —                                     | Mike Listo         | Sean Jablonski & Rob Fresco          | 0,64 Mio.       |